# Xã Pickens, Quận Cleburne, Arkansas
Xã Pickens (tiếng Anh: Pickens Township) là một xã thuộc quận Cleburne, tiểu bang Arkansas, Hoa Kỳ. Năm 2010, dân số của xã này là 531 người.